# دلوکو
دلوکو (به لهستانی:  Dylewko) یک روستا در لهستان است که در گمینا گرونوالد واقع شده‌است. دلوکو ۴۸ نفر جمعیت دارد و ۲۰۰ متر بالاتر از سطح دریا واقع شده‌است.